# Martyn Snow
Martyn James Snow (* 1968 in Indonesien) ist ein britischer anglikanischer Theologe. Seit 2016 amtiert er als  Bischof der Diözese Leicester in der Church of England.

## Leben
Snow wuchs in Indonesien auf, wo er auch geboren wurde. Er studierte Theologie an der Sheffield University. Zur Vorbereitung auf sein Priesteramt besuchte er das theologische College Wycliffe Hall in Oxford. 1995 erfolgte seine Ordination. Seine Priesterlaufbahn begann er von 1995 bis 1997 in der Diözese Sheffield als Hilfsvikar (Assistant Curate) an der St Andrew’s Church in Brinsworth, wo er auch für die Gemeinden in Catcliffe und Treeton zuständig war. Anschließend arbeitete er von 1998 bis 2001 in der kirchlichen Mission, wo er für die Church Mission Society als Pfarrvikar und Kaplan in Guinea in Westafrika im Einsatz war.
Von 2001 bis 2010 war er Pfarrer (Vicar) an der Christ Church in Pitsmoor, einem Vorort von Sheffield; gleichzeitig übte er in diesem Zeitraum das Amt des Landdekan (Rural Dean) von Ecclesfield aus. Von 2007 bis 2010 war er auch Gebietsdekan (Area Dean) von Ecclesfield. Von 2010 bis 2013 war er Archidiakon (Archdeacon; Vorsteher eines Kirchensprengels) von Sheffield und Rotherham.
Im August 2013 wurde seine Ernennung zum Suffraganbischof von Tewkesbury bekanntgegeben. Im September 2013 wurde er in der Westminster Abbey in London zum Bischof geweiht. Im Oktober 2013 trat er sein Amt als Suffraganbischof von Tewkesbury in der Diözese von Gloucester an. Er war bei seinem Amtsantritt mit 45 Jahren der jüngste amtierende Bischof der Church of England. Ab August 2014 war er in dieser Funktion auch kommissarischer Bischof von Gloucester (acting diocesan Bishop of Gloucester). Er vertrat den zum 31. Juli 2014 in den Ruhestand getretenen Diözesanbischof Michael Francis Perham bis zur Amtsübernahme der neuen Bischöfin von Gloucester Rachel Treweek im März 2015. Zuvor war er bereits als persönlicher Assistent Perhams tätig gewesen.
Am 15. Dezember 2015 wurde Snows Ernennung zum Bischof von Leicester bekanntgegeben; er wurde Nachfolger vom Timothy John Stevens, der zum 31. August 2015 in den Ruhestand getreten war. Am 22. Februar 2016 wurde seine Ernennung zum Bischof offiziell bestätigt (sog. Confirmation). Seine Amtseinführung und Inthronisation erfolgte 2016 in der Kathedrale von Leicester.
Seit 2022 ist er geistliches Mitglied des House of Lords.

## Persönliches
Snow ist mit der Kinderärztin Dr. Lynn Snow verheiratet; zu ihren Spezialgebieten gehören u. a. Adoptionen und Pflegschaften. Aus der Ehe gingen drei Kinder, eine Tochter und zwei jüngere Söhne, hervor. Zu Snows Hobbys gehören Sport (insbesondere Kajakfahren), Musik, Reisen und fremde Kulturen.